# Chelipoda fimbriata
Chelipoda fimbriata är en tvåvingeart som beskrevs av Collin 1933. Chelipoda fimbriata ingår i släktet Chelipoda och familjen dansflugor. Inga underarter finns listade i Catalogue of Life.